# Рутковский, Вячеслав Степанович
Вячесла́в Степа́нович Рутко́вский (19 сентября [10 октября] 1885, м. Петровичи, Климовичский уезд, Могилёвская губерния, Российская империя — 1968, Москва, СССР) — русский и советский военный лётчик, Георгиевский кавалер в Первую мировую войну и дважды кавалер ордена Красного Знамени РСФСР в гражданскую войну в России.

## Биография
Родился 28 сентября 1885 года в местечке Петровичи (ныне Смолевичский район, Минская область, Республика Беларусь). Белорус. Сын коллежского регистратора.
Окончил Мстиславльское городское училище (1904).

### Служба в Русской императорской армии
В военную службу вступил вольноопределяющимся в 106-й пехотный Уфимский полк (г. Вильна), где служил с 4 августа 1904 по 31 августа 1905. В августе 1905 года командирован в Виленское пехотное юнкерское училище, по окончании которого, 15 июня 1908 года, был произведен из фельдфебелей в подпоручики и выпущен в 3-й пехотный Нарвский полк. В этом полку служил с 22 июня 1908 по 30 января 1910; временно (с 7 июня по 18 июля 1909) заведовал командой разведчиков.
С 30 января 1910 — в 9-м Восточно-Сибирском стрелковом полку, младший офицер 3-й роты (23 марта 1910), в прикомандировании к Владивостокской крепостной военно-телеграфной роте «для изучения телеграфного дела» (9 июня — 25 августа 1911), врид начальника команды пеших разведчиков (17 октября — 22 декабря 1911). 
Обучался в Офицерской школе авиации Отдела воздушного флота (1913), также — на Теоретических курсах авиации им. В. В. Захарова при Санкт-Петербургском политехническом институте. Сдал экзамен на летчика на аэроплане типа «Ньюпор», переведен на специальный курс школы авиации, выполнил условия на звание «военного летчика»; младший офицер формируемого 8-го корпусного авиационного отряда, врид начальника команды нижних чинов отряда, и.д. заведующего складом и мастерскими (1914).

#### Участие в Первой мировой войне
27.07.1914 убыл с отрядом на театр военных действий. В августе, сентябре и ноябре 1914 года совершал разведки в интересах 8-го армейского корпуса, часто доставляя командованию ценные сведения. За этот период был награждён тремя орденами. В ноябре 1914 года выполнил ряд разведок, также давших 8-му армейскому корпусу ценные сведения о противнике. За эти разведки он был награждён Георгиевским оружием. Временно командующий 8-м корпусным авиаотрядом (7.02 по 16.02.1915), обучался полетам на австрийских самолетах во Львове (21.04—4.06.1915), в командировке в 6-й авиационной роте за самолетом типа «Румплер» (26.06.—30.08.1915), помощник начальника отряда по хозяйственной и технической части (01.10.1915), и.д. начальника отряда, начальник 18-го корпусного авиационного отряда (26.04-13.06.1916), сдал должность (05.08.1917). Командующий 10-м авиационным дивизионом (21.08.1917—16.01.1918). Командуя дивизионом, продолжал совершать боевые вылеты. Так, 15 сентября 1917 года, он с наблюдателем подпоручиком Сергеевым совершил дальнюю разведку, давшую важные сведения штабу 10-й армии. За эту разведку он был награждён Георгиевским крестом 4-й степени с лавровой веткой. С 16.01.1918 — командир 10-го авиационного дивизиона. 18.02.1918 выбыл с дивизионом из состава 10-й армии и направлен в г. Белёв Тульской губернии.

#### Чины в Русской императорской армии
Рядовой (04.08.1904 г.), ефрейтор (31.07.1905 г.), подпоручик (15.06.1908 г.), поручик (15.10.1911 г.), штабс-капитан (12.11.1915 г.), капитан (09.05.1917 г.), подполковник (ПАФ ВП от 25.09.1917).

### Служба в РККА
Добровольно вступил в РККА. 23 июля 1918 года прибыл в Главное управление Рабоче-Крестьянского Красного Военного Воздушного Флота (РККВВФ). Личным приказом Л. Д. Троцкого назначен начальником Московского окружного управления РККВВФ. 

#### Участие в Гражданской войне
6 апреля 1919 года на основании секретного приказа помощника начальника Полевого управления авиации и воздухоплавания РККВВФ, «приступил к снаряжению и подготовке двух самолетов типа „Эльфауге“ для выполнения задания особого назначения». 8 мая 1919 года командирован во главе сформированного авиационного звена в распоряжение начальника Полевого управления авиации и воздухоплавания Восточного фронта. С 31.05 по 01.10.1919 г. — командир Отдельного боевого звена истребителей Восточного фронта. С 31.05.1919 г. по 30.10.1919 г. участвовал в боевых операциях против армий адмирала Колчака на Восточном фронте. 31.08 командирован в г. Оренбург в Особый сводный авиационный отряд, предназначенный для обеспечения перелета афганской миссии Совета народных комиссаров в Туркестан. С 01.10.1919 г. — командир 11-го авиационного разведывательного отряда РККВВФ. С 10.01 по 30.03.1920 г. участвовал в боевых операциях на Туркестанском фронте в районе г. Красноводска. 28.04.1920 г. убыл в распоряжение начальника Полевого управления авиации и воздухоплавания РККВВФ. С 04.06.1920 г. — на должности для поручений при начальнике штаба Полевого управления авиации и воздухоплавания РККВВФ. С 04.08.1920 г. — в Авиационном звене особого назначения при штабе Управления ВВФ. С 21.11 по 18.12.1920 г. участвовал в боевых операциях против Русской армии генерала П. Н. Врангеля, с 12.03 по 28.04.1921 г. — при подавлении Кронштадтского восстания, с 20.05 по 24.06.1921 г., в составе Авиационного звена особого назначения, — при подавлении Антоновского восстания в районе г. Тамбов. С 09.07 по 22.07.1921 г. — в 1-й Отдельной воздушной эскадрильи РККВВФ. С 05.09.1921 г. — начальник Авиационного звена особого назначения (г. Борисоглебск). С 30.09.1921 г. — летчик 2-го авиационного отряда.

#### После Гражданской войны
14.05.1922 г. командирован в Германию для прохождения курса обучения полетам на немецких самолетах. Проходил краткие авиационные курсы в гг. Кёнигсберг и Штаакен. 10.09.1921 г. возвратился из командировки по воздушной линии Кёнигсберг — Москва. 23.08.1922 г. потерпел аварию на Смоленском аэродроме на самолете типа «Фоккер». Получил «легкие ушибы правого бедра, левого колена, перелом третьего ребра и надлом грудной клетки». 10.09.1922 г. прикомандирован к испытательному аэродрому Главного управления РККВВФ. С 01.04.1924 г. — командир 1-го отдельного разведывательного авиационного отряда «Ультиматум». С 21.06.1924 г. — первый помощник начальника ВВС Московского военного округа. С 07.07.1924 г. — помощник начальника ВВС Туркестанского фронта.
27.07.1924 г. командирован в распоряжение Начальника ВВС РККА, назначен командиром корабля Отдельного отряда тяжелой авиации. В декабре 1924 г. направлен для работы в общество «Добролет». 21.01.1925 г. «уволен в бессрочный отпуск», с зачислением на учет по г. Москве. Назначен и.д. старшего инспектора Отдела инспекции по боевой подготовке при Управлении ВВС РККА. С 01.09.1926 г. — и.д. помощника главного инспектора Гражданского воздушного флота флота СССР. 01.02.1929 г. зачислен в резерв РККА. 28.02.1933 г. уволен в запас 1-й очереди.
Умер в 1968 году в Москве. Похоронен на Новодевичьем кладбище.

## Награды
- медаль «В память 200-летия Полтавской битвы» (1909)
- медаль «В память 100-летия Отечественной войны 1812» (1912)
- медаль «В память 300-летия царствования дома Романовых» (1913)
- орден Святого Станислава 3-й степени (22.02.1913 г.)
- орден Святой Анны 3-й степени (17.12.1913 г.)
- орден Святого Владимира 4-й степени с мечами и бантом (16.03.1915 г.) «за разведки во время боев 8-го армейского корпуса в октябре 1914 г. к югу от Перемышля и в Карпатских горах»
- орден Святого Станислава 2-й степени с мечами (12.05.1915 г.) «за разведки во время боев 8-го армейского корпуса в сентябре 1914 г. при взятии г. Миколаев»
- орден Святой Анны 4-й степени с надписью «За храбрость» (11.06.1915 г.) «за разведки во время боев 8-го армейского корпуса в августе 1914 г. на Гнилой Липе»
- мечи и бант к имеющемуся ордену Св. Анны 3-й степени (26.09.1916 г.)
- орден Святой Анны 2-й степени с мечами (08.01.1917 г.) «за разведки во время боев 8-го армейского корпуса с апреля 1915 г. по январь 1916 г.»
- Георгиевское оружие (10.11.1915 г.) «...за то, что в период [операции] 8-го армейского корпуса в ноябре месяце 1914 г. в районе Ново-Сандец-Лиманов, при самых неблагоприятных условиях погоды и местности, с опасностью для жизни, произвел с целью разведки, ряд полетов, давших войскам корпуса ценные сведения о положении противника, его силах и занимаемых позициях, а также о количестве и расположении его артиллерии»
- Георгиевский крест 4-й степени с лавровой веткой (09.11.1917 г.) «...за то, что 15 сентября сего года во время дальней разведки и бомбометания глубокого тыла противника на старом изношенном самолете, где, несмотря на сильный обстрел неприятельских противосамолетных орудий, точно выполняли [с летчиком-наблюдателем подпоручиком Сергеевым] своё задание, сбросили бомбы на железнодорожные разъезды в м. Ивье, чем причинили сильные разрушения и повреждения неприятелю. Эта дальняя разведка дала много важных сведений штабу 10-й армии»
- орден Красного Знамени «за отличия, проявленные им при подавлении Кронштадтского мятежа» (08.08.1921)
- орден Красного Знамени № 10545 «за боевые отличия при борьбе с бандитизмом в Тамбовской губернии» (Командир авиозвена особого назначения воздушной эскадр. Тамбовской группы: Приказом РВСР № 82 от 12.06.1923).

По числу наград за Первую мировую и гражданскую войну — один из лидеров среди выпускников Виленского военного училища.